# Либеральная партия (Бельгия)
Либеральная партия (нидерл. Liberale Partij; фр. Parti liberal; LP) — старейшая политическая партия Бельгии, основана в 1846 году. Движущими силами партии были бельгийские масонские ложи. В 1961 году партия раскололась на Фландрскую партию свободы и прогресса и Валлонскую партию за свободу и прогресс.

## История
Либеральная партия имеет долгую историю и тесно связана с федерализацией Бельгии.
В 1848 году бельгийский парламент принял решение реформировать избирательное законодательство, обеспечивающее попадание в парламент (в основном либеральной) буржуазии. Это позволило либеральной партии с 1848 по 1892 год занимать лидирующие позиции в парламенте и оказывать большое влияние на бельгийское общество. Этот период бельгийской истории называют либеральной гегемонией. В 1884—1900 годах также существовала другая либеральная партия — Прогрессивная.
Из-за социальных волнений в 1880—1890 годах и издания папской энциклики «Rerum Novarum» (в которой обращалось большое внимание на проблемы рабочего класса и поддерживалась идея создания профсоюзов), избирательное законодательство вновь изменилось и в 1891 году в Бельгии было введено всеобщее избирательное право, из-за чего Либеральная партия потеряла первенство в парламенте и стала оппозиционной партией.
В период между 1831—1884 годах премьер-министрами от Либеральной партии становились: Жозеф Лебо, Альбер Гобле д’Альвьелла, Жан Батист Нотомб, Сильвен ван де Вейер, Шарль Рожье, Анри де Бруккер, Вальтер Фрер-Орбан. Последним премьер-министром от Либеральной партии стал Поль-Эмиль Янсон (правил с 1937 по 1938 год).
В 1961 году партия была переименована в «Партию свободы и прогресса» в Фландрии и в «Партию за свободу и прогресс» в Валлонии. В 1972 году партия была окончательно разделана на Фламандскую и Валлонскую.
Позже Партия свободы и прогресса была переименована в «Открытые фламандские либералы и демократы». А Валлонская партия за свободу и прогресс слилась с Реформаторским движением.